# Gunilla Curman
Gunilla Curman, född 18 juli 1912 i Oscars församling, Stockholm, död 16 juni 1969 i Vallbyvik, Bro, kyrkobokförd i Storkyrkoförsamlingen, Stockholm, var en svensk förlagsredaktör och författare.
Curman inventerade och fotograferade bland annat kyrkor  och kyrkohistoria. Hon var förlagsredaktör vid AB Svenska bokförlaget från 1951 till sin bortgång 1969, och ansvarade bland annat för att illustrera skolböcker.

## Biografi
Curman var dotter till kyrkorestaureraren, professorn och riksantikvaren Sigurd Curman. Hon tog en filosofie kandidatexamen vid Lunds universitet. Efter avklarad examen arbetade hon med praktisk verksamhet inom svenskt museiväsen, med fokus på kulturhistoria. vartefter hon arbetade med en monografi om Eda kyrka till samlingsverket Svenska kyrkor, som hennes far grundade.
Från början av 1930-talet arbetade hon vid Stadsmuseet i Stockholm, där hon bland annat ansvarade för dess topografiska bildarkiv.
Hon finns representerad på Moderna museet, med fotografiet "Bautastenar vid Klinta" från 1944.